# Tiesingabosje
Het Tiesingabosje is een klein natuurgebied tussen Oosterwolde, Fochteloo en Haule.
Het is in beheer van Staatsbosbeheer. Het gebied wordt doorsneden door de N919. Het ligt deels in de buurtschap Weper en deels in buurtschap De Knolle. Het terrein bestaat voornamelijk uit bos en heide. Er ligt ook een meertje.

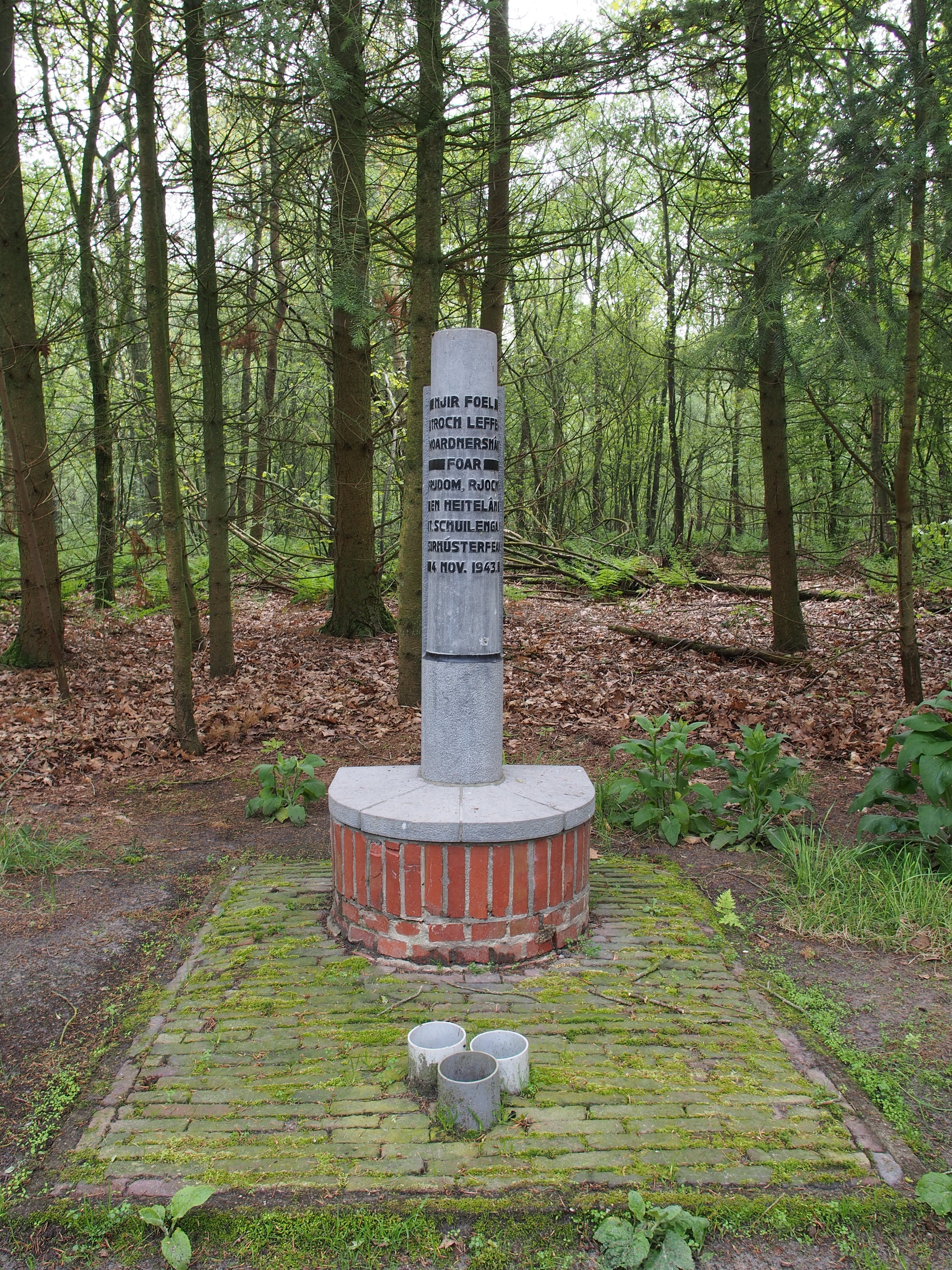
Monument voor Taeke Schuilenga

Er staat een monument voor Taeke Schuilenga uit Surhuisterveen. Deze verzetsstrijder werd tijdens de Tweede Wereldoorlog op 4 november 1943 in het Tiesingabosje gefusilleerd als vergelding voor de moord door het verzet op de zoon van Pier Nobach.